# Honeycomb-Gletscher
Der Honeycomb-Gletscher ist ein Gletscher im ostantarktischen Viktorialand. In den Admiralitätsbergen fließt er von der Nord- und Ostflanke des Mount Whewell in südlicher Richtung zwischen diesem und dem Gebirgskamm Honeycomb Ridge zur Moubray Bay.
Teilnehmer der New Zealand Geological Survey Antarctic Expedition (1957–1958) benannten ihn nach dem nahegelegenen gleichnamigen Gebirgskamm.